# Pierre Chaunu
Pierre Chaunu,  Belleville-sur-Meuse, Meuse, na Lorraine, 17 de agosto de 1923 - Caen,  22 de outubro de 2009  foi um historiador francês, especialista em estudos sobre a América espanhola e de história social  e de história religiosa da França durante o Antigo Regime ( séculos XVI, XVII e XVIII). Foi uma grande figura francesa da história quantitativa e serial. Foi professor emérito da Paris IV-Sorbonne, membro do Institut, e comandante da Legião de Honra. Protestante defendeu posições conservadoras, numa crónica que mantinha no periódico "Le Figaro" e num programa de rádio.
Recebeu o Prêmio Gobert em 1982.

## Biografia
Natural de Belleville (Meuse), teve uma vida familiar muito complicada, tendo uma infância marcada peal tragédia, tendo sido educado pelos seus tios.
Lecionou no liceu de  Bar-le-Duc em 1947 onde foi professor de História. Foi admitido na  Escola de Altos Estudos Hispânicos em 1948 e esteve até  1951 em Madrid e Sevilha. Foi muito influenciado por Fernand Braudel, que foi seu mestre e pela École des Annales (onde foi secretário de  Lucien Febvre), Pierre Chaunu escreveu a tese  Séville et l'Atlantique em 1954. 

## Trabalhos

### População e demografia
A tese central de várias das suas obras "a peste branca"é que o Ocidente contemporâneo se suicida devido ao perigo da desaceleração demográfica ou sa sua fraca natalidade, daí o subtítulo:  Comment éviter le suicide de l’Occident  ? ("Como evitar o suicídio do Ocidente?"). .

### Posteridade  influência
Pierre Chaunu teve um impacto historiográfico importante, em relação à história quantitativa e serial, trabalhos sobre a América espanhola]], de história social e ainda de história das religiões da França no tempo do Antigo Regime. · .

## Publicações

### Obras
- Histoire de l'Amérique latine, Paris, PUF, "Que sais-je ?", 1949. Réédition en 2009.
- Séville et l'Atlantique (1504-1650), Paris, SEVPEN, 12 volumes, 1955-1960. (esta obra recebeu o Prémio de Loubat em 1962[5].}}
- Les Philippines et le Pacifique des Ibériques, Paris, SEVPEN, 2 volumes, 1960-1966.
- L'Amérique et les Amériques de la préhistoire à nos jours, Paris, Armand Colin, 1964.
- La Civilisation de l'Europe classique, Paris, Arthaud, 1966. Publicado pela Editorial Estampa em 1985 com o título A Civilização da Europa Classica
- L'Expansion européenne du siècle XIII-XV}, Paris, PUF, 1969.
- Conquête et exploitation des nouveaux mondes, Paris, PUF, 1969.
- La Civilisation de l'Europe des Lumières, Paris, Arthaud, 1971.
- L'Espagne de Charles Quint, Paris, SEDES, 2 volumes, 1973.
- Démographie historique et système de civilisation, Rome, EFR, 1974.
- Histoire, science sociale, Paris, SEDES, 1974.
- Le Temps des Réformes, Paris, Fayard, 1975.
- De l'histoire à la prospective, Paris, Robert Laffont, 1975.
- Les Amériques, siècles XVI-XVIII, Paris, Armand Colin, 1976.
- La peste blanche (avec Georges Suffert), Paris, Gallimard, 1976.
- Séville et l'Amérique aux siècle XVI-XVIII, Paris, Flammarion, 1977.
- La Mort à Paris,  siècles XVI-XVIIIaris, Fayard, 1978.
- Histoire quantitative, histoire sérielle, Paris, Armand Colin, 1978.
- Le sursis, Paris, Robert Laffont, 1978
- La France ridée,Paris, Pluriel, 1979
- Un futur sans avenir, Histoire et population, Calmann-Lévy,1979
- Histoire et imagination. La transition, Paris, PUF, 1980.
- Église, culture et société. Réforme et Contre-Réforme (1517-1620), Paris, SEDES, 1980.
- Histoire et décadence, Paris, Perrin, 1981. Grand Prix Gobert 1982.
- La France, Paris, Robert Laffont, 1982.
- Pour l'histoire, Paris, Perrin, 1984.
- L'Aventure de la Réforme. Le monde de Jean Calvin, Paris, Desclée de Brouwer, 1986.
- Apologie par l'histoire, Paris, Œil, 1988.
- Le Grand Déclassement, Paris, Robert Laffont, 1989.
- Reflets et miroir de l'histoire, Economica, Paris, 1990
- avec Ernest Labrousse, Histoire économique et sociale de la France. Tome 1, 1450-1660, PUF, "Quadrige", 1993.
- Colomb ou la logique de l'imprévisible, Paris, F. Bourin, 1993.
- (en coll.), Baptême de Clovis, baptême de la France, Paris, Balland, 1996.
- (en coll.), Le Basculement religieux de Paris au siècle XVIII, Paris, Fayard, 1998.
- avec Michèle Escamilla, Charles Quint, Paris, Fayard, 2000.
- avec Jacques Renard, La femme et Dieu, Paris, Fayard, 2001
- avec Huguette Chaunu et Jacques Renard, Essai de prospective démographique, Paris, Fayard, 2003
- Des curés aux entrepreneurs : la Vendée au siècle XIX, Centre Vendéen de Recherches Historiques, 2004.
- Le livre noir de la Révolution française, Cerf, 2008

### Artigos
- (Com Roger Arnaldez) « La philosophie et l'histoire », in Jean-François Mattéi, Le Discours philosophique, volume IV de l’Encyclopédie philosophique universelle, Paris, PUF, 1998.

### Direção de obras
- Alexandre le Grand. Monnaies, finances et politique, PUF, "Histoires", 2003
- Les textes judéophobes et judéophiles dans l'Europe chrétienne à l'époque moderne, PUF, "Histoires", 2000
- La grande guerre chimique (1914-1918), PUF, "Histoires", 1998
- Une sainte horreur, ou le voyage en eucharistie, PUF, "Histoires", 1996
- L' impossible code civil, PUF, "Histoires", 1992
- Histoire des Juifs en Pologne du XVIe siècle à nos jours, PUF, "Histoires", 1992
- Richelieu et Olivarès, PUF, "Histoires", 1991
- La naissance de l'intime, PUF, "Histoires", 1988